# Ligne de Loudun à Châtellerault
La ligne de Loudun à Châtellerault est une ligne ferroviaire française à écartement standard et à voie unique de la région Poitou-Charentes.

## Histoire
La loi du 17 juillet 1879 (Plan Freycinet) portant classement de 181 lignes de chemin de fer dans le réseau des chemins de fer d’intérêt général retient en no 90, une ligne de « Loudun à Châtellerault ». Une loi du 21 février 1880 déclare la ligne d'utilité publique.
La ligne est inaugurée le 19 septembre 1886. 
Le service voyageur est arrêté le 15 mai 1939. Il reprend partiellement durant la Seconde Guerre mondiale mais est limité à la gare de Châtellerault-Châteauneuf (le pont sur la Vienne ayant été détruit) pour ensuite être définitivement arrêté au service d'été 1946. Le pont sur la Vienne est reconstruit en 1955 ce qui permet la reprise d'une exploitation marchandise sur toute la ligne. 
La section entre Lencloître et Châtellerault-Châteauneuf est fermée le 26 septembre 1980. La section Lencloître - Le Bouchet est fermée le 1er juin 1987. Sur la section restante Loudun-Le Bouchet, un trafic marchandises a subsisté jusqu'en 2010 avant son interruption à cause du mauvais état de l'infrastructure. Depuis cette section a le statut de ligne non exploitée et n'est plus entretenue.
Depuis la fermeture de la ligne entre Châtellerault et La Roche-Rigault, la voie est aménagée en Voie verte — La Ligne verte, sur 39 km, traversant Scorbé-Clairvaux, (sa gare), Lencloître (sa gare), Le Bouchet.

## Caractéristiques

### Tracé
La totalité de la ligne se situe dans le département de la Vienne. La ligne a son origine en gare de Loudun où elle est reliée à la Ligne des Sables-d'Olonne à Tours pour rejoindre la gare de Châtellerault où elle est reliée à la ligne de Paris-Austerlitz à Bordeaux-Saint-Jean.